# Fåglums kyrka
Fåglums kyrka är en kyrkobyggnad i den södra delen av Essunga kommun. Den tillhör Essunga församling i Skara stift.

## Kyrkobyggnaden
Den romanska stenkyrkan uppfördes på 1130-talet och omdanades 1732 då det nuvarande tresidigt avslutade kor i öster byggdes till. Fåglum är en av de bäst bevarade av denna typ i stiftet. Man byggde 1883 till en sakristia av trä vid norra sidan och 1929 uppfördes nuvarande träsakristia i norr och nuvarande trävapenhus vid långhusets västra kortsida.
Interiören är präglad av en stark 1700-talskänsla och inredningen är patinerad. Där finns draperimålningar utförda 1761 av Johan Wallin. Dennes takmålningar är idag dolda av ett senare tillkommet undertak. 

## Klockstapel och klockor
Den halvöppna klockstapeln av trä är originell med sin snickarglädje och byggd 1886. I stapeln hänger två klockor som båda är gjutna 1893 av K G Bergholtz i Stockholm.

## Stiglucka
En stiglucka av gråsten är av okänd ålder, men kan ha tillkommit vid kyrkans utvidgning 1732. Stigluckan har slätputsade och vitkalkade väggar och ett sadeltak som täcks av enkupigt lertegel. I stigluckan finns en pargrind av järn från 1883.

## Inventarier

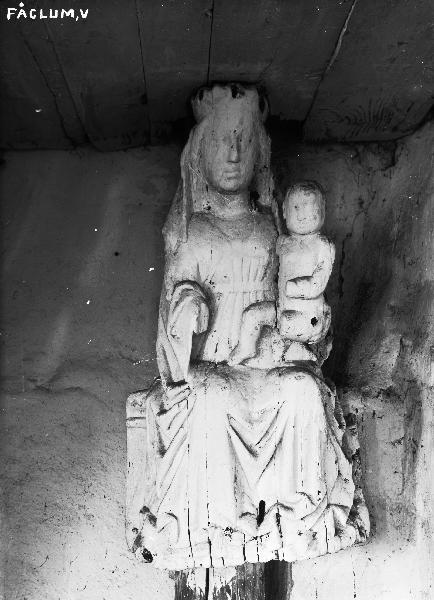
Madonnan

- Dopfunten av sandsten är från senare delen av 1200-talet och tvådelad. Dess rundade cuppa har skrånande undersida och arkader med ristningar.
- Madonnaskulpturen från 1400-talet är utförd i ek. Höjd 78 cm. Verket är skadat och bland annat saknar Maria höger hand och även Kristusbarnet är skadat. Den är brunbetsad och har även fragment av röd färg.[1]
- Predikstolen med ljudtak tillkom vid mitten av 1600-talet. Korgen vilar på en åttasidig fot från 1929.
- Altaruppsatsen, av skuret trä i bondbarock, är från 1761.

### Orgel
År 1950 ersattes ett tidigare använt harmonium av en orgel, placerad på läktaren i väster. Den har sju stämmor fördelade på två manualer och pedal och är byggd 1950 av Tostareds Kyrkorgelfabrik. Fasaden står kvar, men orgeln används emellertid inte, utan en digitalorgel är nu huvudinstrument.